# 15-та бригада оперативного призначення НГ (Україна)
15-та бригада оперативного призначення імені Героя України лейтенанта Богдана Завади (15 БрОП, в/ч 3029) — військове формування в складі 1-го корпусу Національної гвардії України. Одна зі штурмових бригад Гвардії наступу МВС України.
У рамках кампанії «Гвардія наступу» отримала назву «Кара-Даг» на честь однойменної гори в Криму. Бригада носить ім'я Героя України лейтенанта Богдана Завади.

## Історія

### Створення в структурі Внутрішніх військ
9-й полк спеціального призначення Внутрішніх військ «Гепард» було створено відповідно до наказу МВС України № 025 від 1 червня 1994 року в Криму.

### Російсько-українська війна
З 1 серпня 2014 року, після відновлення Національної гвардії України, 9-й полк спеціального призначення Внутрішніх військ «Гепард» реорганізований в 9-й полк оперативного призначення Південного оперативно-територіального об'єднання Національної гвардії України. Кількість особового складу становила понад 1 800 осіб.[джерело?]
З 19 лютого 2016 року, відповідно до указу президента України «Про шефську допомогу військовим частинам [..]», керівники Запорізької області та міста мали опікуватися одинадцятьма військовими частинами, які дислоковані в регіоні, в тому числі й 9-м полком оперативного призначення.
20 жовтня 2016 року у військовому містечку 9-го полку оперативного призначення відкрили пам'ятник загиблим військовослужбовцям НГУ. На пам'ятнику було 3 імені загиблих військовослужбовців.
31 жовтня 2019 року виповнилося 25-річчя заснуванню військової частини 3029.
25 березня 2020 року указом Президента України № 108/2020 полку присвоєно ім'я Героя України лейтенанта Богдана Завади.
23 серпня 2020 року, до Дня Державного прапора України, полку було вручено бойовий прапор та стрічку до нього.
21 вересня 2020 року на території в/ч 3029 було урочисто відкрито меморіальну дошку Герою України Богданові Заваді та освячено церкву на честь святого Іоана воїна.

### Російське вторгнення
24 лютого 2022 року, після повномасштабного вторгнення РФ, бригада брала участь в обороні Мелітополя, Маріуполя, Молочанська, Токмака, Кам'янського, Малої Токмачки. Підрозділи полку 24—27 лютого 2022 року прибули на напрямки Василівка — Запоріжжя та Токмак — Оріхів і зупинили російське просування.
26 лютого 2022 року особовий склад взводного опорного пункту на південній околиці Молочанська вступив у бій із переважаючими силами росіян, внаслідок чого було знищено передовий дозор, 2 БТР з екіпажами та піхоту, пошкоджено та виведено з ладу 2 танки противника, сили окупантів були відкинуті на північну околицю міста. При спробі противника здійснити прорив через міст на південно-західній околиці міста Токмак знищено 3 танки противника. Завдяки застосування сучасних методів ведення бою особовим складом бригади за підтвердженою інформацією знищено 6 ворожих повітряних суден (4 літаки СУ-25, 2 гелікоптера К-52), 2 БПЛА, 1 ракета, а також броньовану техніку та живу силу противника.
27 жовтня 2022 року полк відзначений почесною відзнакою «За мужність та відвагу».
15 січня 2023 року 9-й полк було реорганізовано на 15-ту бригаду оперативного призначення.
У лютому 2023 року в МВС України оголосили про створення восьми нових штурмових бригад на базі Нацгвардії, Держприкордонслужби та поліції в рамках кампанії «Гвардія наступу». 15-та бригада отримала назву «Кара-Даг».
14 липня 2023 року, за даними полковника НГУ Миколи Уршаловича, підрозділи 15-ї бригади оперативного призначення «Кара-Даг» у взаємодії з підрозділами ЗСУ просунулася на Мелітопольському напрямку за підтримки танків на понад 1 700 метрів на південь та південний схід.
15 квітня 2025 року стало відомо, що бригада увійшла до складу 1-го корпусу Національної гвардії України «Азов».

## Традиції

### Назви та відзнаки
25 березня 2020 року, відповідно Указу Президента України № 108/2020, ураховуючи бойові заслуги, мужність, високий професіоналізм та зважаючи на зразкове виконання поставлених завдань особовим складом 9-му полку оперативного призначення Національної гвардії України присвоєно ім'я Героя України лейтенанта Богдана Завади та надалі іменуватиметься як 9-й полк оперативного призначення імені Героя України лейтенанта Богдана Завади Національної гвардії України.
27 жовтня 2022 року 9-й полк оперативного призначення імені Героя України лейтенанта Богдана Завади Національної гвардії України указом Президента України Володимира Зеленського відзначений почесною відзнакою «За мужність та відвагу».
15 січня 2023 року 9-й полк було реорганізовано на 15-ту бригаду оперативного призначення.
У лютому 2023 року 15-та бригада отримала назву «Кара-даг». Цю назву вона отримала як одна з восьми нових штурмових бригад, створених в рамках кампанії «Гвардія наступу» МВС України.

### Річниці
До 2020 року військова частина 3029 святкувала день частини 31 жовтня. Це було встановлено наказом МВС України № 327 від 20 травня 1996 року.[джерело?]
У 2020 році річниця заснування військової частини змінена на 1 червня.

### Гасло
У 2023 році бригада отримала гасло «Піднімемо прапор над Кримом».

### Символіка
У серпні 2021 року полк отримав власні нарукавні знаки. Нові знаки для повсякденної та польової форми одягу виконано у оливковому кольорі. Посередині знака розташовано коло темно-зеленого кольору із символікою Запоріжжя, де дислокується військова частина. У сучасному гербі Запоріжжя зображено перехрещені золоті козацькі мушкети. Нижня частина містить зображення лука з перевернутими стрілами, а сам щит обрамлений золотим картушем.[джерело?]

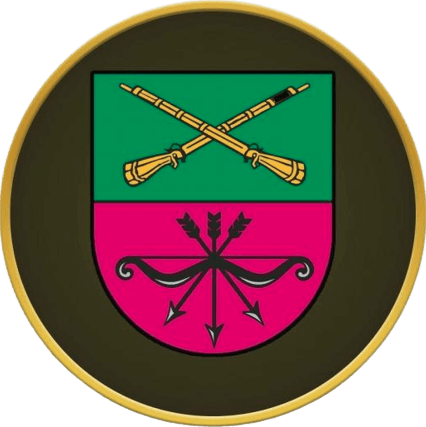
2021—2023
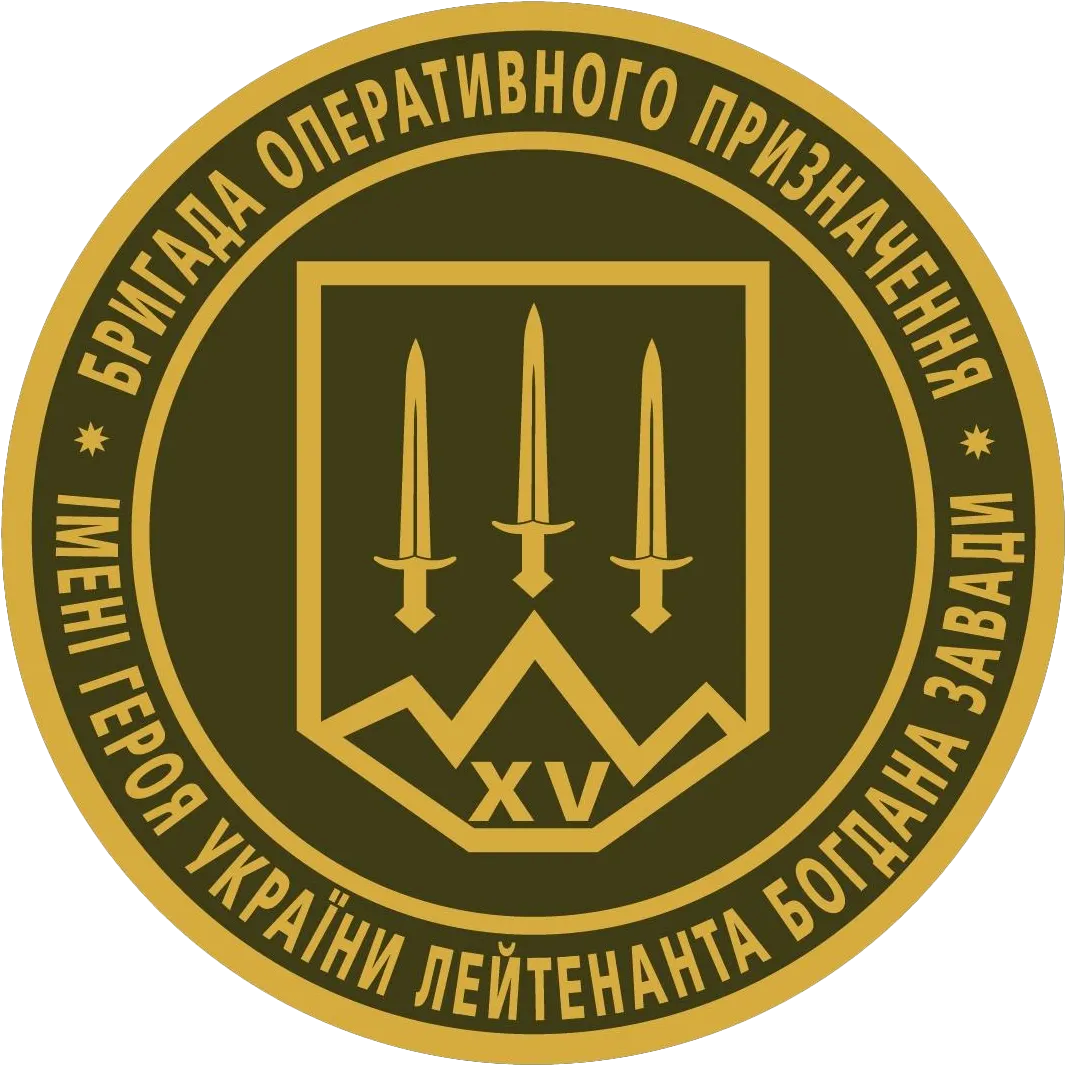
з 2023

## Структура
- управління
- 1-й батальйон оперативного призначення
- 2-й батальйон оперативного призначення
- батальйон безпілотних систем «Привид Хортиці»[22]
- самохідний артилерійський дивізіон
- протитанкова артилерійська батарея, 2016 рік[23]
- стрілецька рота (резервна), 2016 рік[23]
- танкова рота[24]
- рота розвідки спеціального призначення
- зенітно-ракетна артилерійська батарея
- рота зв'язку
- ремонтна рота
- рота матеріально-технічного забезпечення
- рота бойового забезпечення
- медичний пункт
- оркестр

## Командування
- (2014—2018) полковник Хоменко Олександр Васильович
- (2018—2021) полковник Бєляєв Андрій Миколайович[джерело?]
- (2021—2022) полковник Сердюк Сергій Юрійович[25]
- (з 2023) полковник Власенко Дмитро Анатолійович[14]
- (з 2024) полковник Бондаренко Іван Андрійович

## Втрати

### 2014
- 16 липня 2014 — Завада Богдан Олексійович, лейтенант, командир роти. 26.06.1979 р.н.[26][27]
- 17 липня 2014 — Якушин Іван Іванович, майор, офіцер групи бойової та спеціальної підготовки. 17.08.1982 р.н.
- 28 жовтня 2014 — Юхимець Ігор Миколайович старший лейтенант, командир зенітної батареї. 11.06.1959 р.н.

### 2017
- 30 липня 2017 — Дудін Олександр Вячеславович, солдат. Трагічно загинув поблизу Маріуполя.[28]

### 2022
- 27 березня 2022 — Драган Владислав Олександрович, солдат, 07.04.1999 р.н. Загинув під час оборони Маріуполя, Донецької області.
- 10 травня 2022 — Тітов Сергій Володимирович, старший солдат. 09.07.1990 р.н. Загинув в боях за Оріхів.
- 14 липня 2022 — Іщенко Антон Вікторович, солдат. 06.08.1968 р.н. Загинув під час артилерійського обстрілу в с. Кам'янське Запорізької області.

### 2023
- 4 лютого 2023 - Ескендер Німетуллаєв, 20 років, старший солдат. Загинув біля села Шипилівка під Сєвєродонецьком на Луганщині. Воїн отримав смертельні поранення внаслідок ворожого артилерійського обстрілу[29].
- 13 лютого 2023 -  Олександр Косік, 53 років, солдат. Ззагинув в районі села Мала Токмачка Запорізької області. Під час виконання бойового завдання отримав смертельні уламкові поранення внаслідок ворожого обстрілу[29].
- 15 квітня 2023 -  Богданов Богдан, 39 років, солдат. Загинув під час бойового завдання поблизу села Брусівка Донецької області. Машина наїхала на вибуховий пристрій, унаслідок чого воїн зазнав смертельних поранень[29].
- 15 квітня 2023 - Бондаренко Сергій, 39 років, молодший сержант. Загинув під час бойового завдання поблизу села Брусівка Донецької області[29].
- 7 серпня 2023 — Непом'ящий Роман Вікторович, старший солдат, 31.12.2002 р.н., загинув поблизу н.п. Мала Токмачка, Запорізька область.
- 23 жовтня 2023 — Свинарчук Сергій Федорович. 11 серпня 1987 р.н., с. Сальник.[30]

### 2024
- 22 лютого 2024 — Татарин Петро Миколайович, молодший сержант. 03.07.2002 р.н.[31]
- 4 червня 2024 — Красномовець Андрій Валерійович 12.03.1990, сапер.
- 6 червня 2024 — Дубук Ігор. 23.03.1982 р.н.[32]
- 18 серпня 2024 — Юрій Шевчук, 33 роки.[33]
- 28 серпня 2024 — Юрченко Станіслав Сергійович. 27 січня 1998, с. Нововоскресенське. Обороняв «Азовсталь», провів у полоні 20 місяців, був оператором БПЛА. Помер від отриманих поранень 17 серпня на Покровському напрямку[34][35].
- 31 серпня 2024 - Халваші Георгій Романович, 22 роки. Молодший сержант, розвідник-сапер I розвідувального відділення розвідки спеціального призначення I батальйону оперативного призначення. Загинув під час виконання бойового завдання в районі н.п. Михайлівка Покровського району Донецької області[36].